# Fernand de Brinon

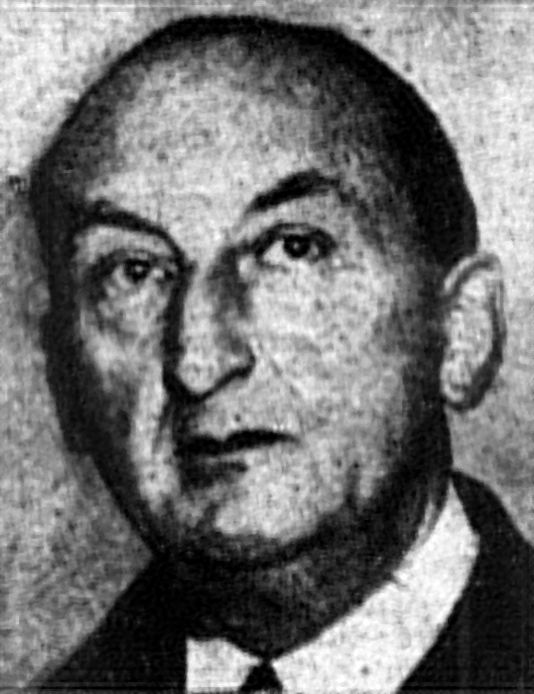
Fernand de Brinon (1940)

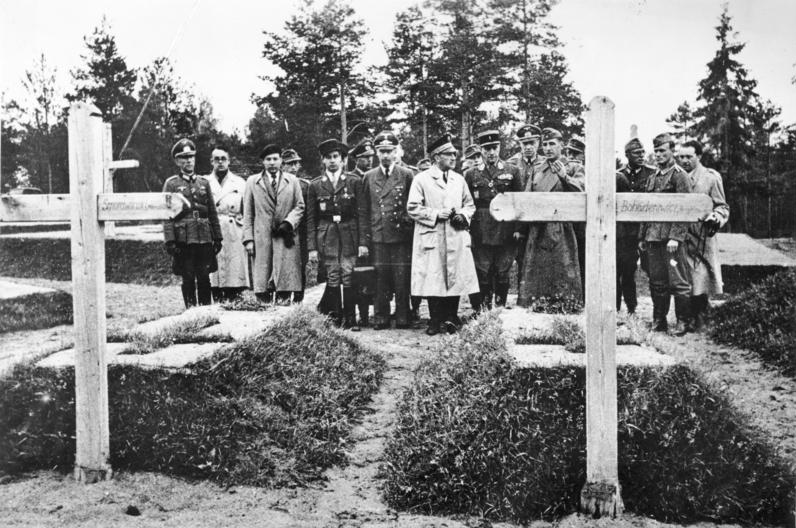
Brinon (Mitte) 1943 bei den umgebetteten Gräbern der beiden polnischen Generale Mieczysław Smorawiński und Bronisław Bohatyrewicz, Opfer des Massakers von Katyn

Fernand de Brinon (* 26. August 1885 in Libourne, Département Gironde; † 15. April 1947 in Arcueil, Département Seine, heute Val-de-Marne) war ein französischer Rechtsanwalt und Journalist. Er war einer der Architekten der französischen Kollaboration mit Nazideutschland während des Zweiten Weltkriegs.

## Leben

### Jugend und Familie
Geboren in einer wohlhabenden, seit dem 14. Jahrhundert nachweisbaren, katholisch-konservativen Adelsfamilie, studierte Comte Fernand de Brinon zunächst Jura und Politische Wissenschaften in Paris. Vor Beginn des Ersten Weltkrieges schlug er eine Karriere als Journalist ein. Brinon lag im Ersten Weltkrieg vier Jahre lang im Schützengraben und zog nach seiner eigenen Erklärung aus dem Erleben dieser vier Jahre den Schluss, dass Heil und Zukunft Europas allein in einer wirklichen Verständigung zwischen den Völkern zu sichern seien. 1934 heiratete er Jeanne Louise Rachel Franck, geschiedene Ullmann, aus einer belgisch-jüdischen Industriellenfamilie, die zwei Söhne in die Ehe mitbrachte. 1938 erbte Brinon den Marquis-Titel.

### Berufsleben
Brinon schrieb nach dem Ersten Weltkrieg hauptsächlich für das „Journal des Débats“, eine Zeitung der Erz- und Stahl-Industriellen de Wendel. Nach 1918 war er für das Blatt zu Interviews mit Walther Rathenau, Maximilian Harden, Gustav Stresemann, Fritz Thyssen auch nach Deutschland gefahren. Ich wurde als der einzige französische Journalist, dem er Zutritt gewähren wollte, ... von Hugo Stinnes empfangen. Er veröffentlichte aber auch in der „L’Information“ und in den 1930er Jahren im „Le Matin“ Artikel. Darin trat er wiederholt für einen Ausgleich mit Deutschland ein um den Frieden in Europa nachhaltig zu sichern. Zur Amtszeit Heinrich Brünings suchte er diesen in einer geheimen Mission im Auftrag des Ministerpräsidenten Pierre Laval auf.
Am 9. September 1933 wurde Brinon durch Vermittlung Joachim von Ribbentrops als erster französischer Journalist überhaupt von Adolf Hitler zu einem Gespräch in Berchtesgaden empfangen, dessen Inhalt er in einem in Frankreich weithin beachteten Artikel im Le Matin wiedergab. Ihm wurde vom deutschen Reichskanzler gesagt: „Man beleidigt mich, indem man fortfährt zu behaupten, ich wolle Krieg. ... Der Krieg regelt nichts. Er könnte den Zustand der Welt nur verschlimmern. ... nach der Regelung der Saarfrage es nichts mehr gibt, ... was Deutschland und Frankreich in Opposition zueinander bringen könnte.“ Die führende NSDAP-Zeitung, der Völkische Beobachter, verschwieg dieses Gespräch allerdings. Maximilian Scheer ist der Ansicht, dass er das Hitler-Interview nach Absprache verzögerte und so platzierte, dass die Börse heftig reagierte. Er meint, dass die hinter der Zeitung stehenden Finanzkreise, in letzter Instanz die französische Niederlassung der Royal Dutch Shell und Deterding selbst, durch diese Kursbewegungen stark profitierten und dass das ein Lockmittel der Nazis an die französische Politik und Wirtschaft gewesen ist, ebenfalls den Weg zum Faschismus einzuschlagen.
Zwischen 1935 und 1937 wurde Brinon, zu dieser Zeit schon zum Kern der „besseren Gesellschaft“ in Paris zählend, noch weitere fünf Mal von Hitler empfangen.

### Politik
1935 gründete Brinon zusammen mit Georges Scapini, einem hochdekorierten Kriegsblinden und unabhängigen Parlamentsabgeordneten, das bis 1940 bestehende Comité France-Allemagne zur Vertiefung des geistigen Austausches mit Deutschland, sowohl auf wissenschaftlichem wie auf politischem Gebiet, dessen Vizepräsident er war.
Nach der Niederlage von 1940 machte sich Brinon zum Anwalt einer französischen Kollaboration mit dem Deutschen Reich. Pierre Laval, jetzt Ministerpräsident des Vichy-Regimes, bat ihn im Juli 1940, die französische Regierung beim deutschen Oberbefehlshaber in Paris zu repräsentieren. Sein Sitz war das beschlagnahmte Hôtel de Breteuil in Paris (12 Avenue Foch). Dabei kam Brinon die lange Bekanntschaft mit dem deutschen Botschafter Otto Abetz zugute. Marschall Philippe Pétain verlieh ihm 1942 den Titel eines Staatssekretärs. Als Nachfolger für das Comité France-Allemagne organisierte Brinon im September 1940 die Groupe Collaboration, die zeitweise 38.000 Mitglieder hatte. Im August 1944 setzte er sich mit der Vichy-Regierung ins Schloss Sigmaringen ab und wurde dort im September 1944 Präsident der Vichy-Exilregierung. Er wurde am 8. Mai 1945 von US-Soldaten an der österreichisch-schweizerischen Grenze verhaftet und nach Frankreich überstellt.
Im März 1947 wurde Brinon vom Obersten Gerichtshof in Versailles wegen Kollaboration mit den Deutschen und „nationaler Würdelosigkeit“ zum Tode verurteilt und am 15. April 1947 im Fort de Montrouge füsiliert.